# Campiglossa producta
Campiglossa producta är en tvåvingeart som först beskrevs av Friedrich Hermann Loew 1844.  Campiglossa producta ingår i släktet Campiglossa och familjen borrflugor. Inga underarter finns listade.